# Caroline Branchu
Pour les articles homonymes, voir Branchu.
Rose Thimoléone Caroline Branchu, née Marie Rose Chevalier à Paris le 2 novembre 1778 et morte à Passy le 15 octobre 1850, est une soprano française.

## Famille et origine
Son père, Jean-Joseph Chevalier de Lavit (1753-1809), homme de couleur libre, est le fils naturel de Jean-Joseph de Lavit, issu de la petite noblesse aveyronnaise, et d'une esclave affranchie de Saint-Domingue, Martoune Valentin. Né en Haïti, il est formé en métropole et se marie à une parisienne, Madeleine Brocard, avec qui il aura quatre enfants.

## Formation
Ses remarquables dispositions musicales lui valent la protection du chevalier de Saint-George, célèbre violoniste qui la fait entrer au Conservatoire de Paris le 11 juillet 1797. Elle en sort avec le premier prix de chant en 1798 et celui de déclamation lyrique en 1799. Elle y a notamment pour professeurs Dugazon et Garat. Ce dernier, qui la tient en haute estime, écrit en 1797 : « Cette enfant a un instinct étonnant de la scène. Elle dépassera Madame de Saint-Huberty. C’est une âme de feu, ayant à son service une voix dont le timbre réveillerait Gluck. »

## Débuts à l’Opéra
Engagée à l’Opéra, alors théâtre de la République et des Arts, elle débute le 26 décembre 1798 dans Œdipe à Colone de Sacchini, puis dans Iphigénie en Aulide de Gluck. Très vite, elle devient la coqueluche du public, suscitant l’inquiétude de ses rivales. Ainsi Mlle Maillard, première chanteuse de l’Opéra : « Les voilà qui font jouer des sujets de leurs écoles et nous restons là. En effet, le 8, il doit y en avoir une, la nommée Chevalier, une mulâtre qui chante assez bien, a-t-on dit. » Peu de temps après, la future duchesse d’Abrantès écrit en effet : « l'orchestre avait commencé son sabbat harmonique, donnant le diapason à Laforêt et Laîné qui criaient tous deux à qui mieux mieux, tandis que Mlle Maillard leur tenait tête avec des poumons dignes d’une Romaine des temps antiques, nous faisant regretter que Mlle Chevalier n’occupât point la scène. »
Le 30 octobre 1800 elle épouse le danseur Isaac Branchu. En 1801, elle se trouve à la 5e place, après Mmes Maillard, Latour, Henry et Armand, dans l’ordre des préséances des cantatrices.

## Maîtresse de Napoléon?
Ce serait dans le rôle d’Iphigénie, le 5 avril 1802, tout de suite après la paix d'Amiens, que Caroline aurait attiré l’attention de Napoléon et serait devenue sa maîtresse. En tout état de cause, sa carrière connaît alors une belle accélération : elle passe du 5e au 2e rang parmi les cantatrices de l’Opéra, derrière Mme Maillard.
Le 24 septembre 1803, elle devient officiellement cantatrice de la musique particulière de Napoléon, puis première chanteuse de la Chambre impériale, avec 3 000 francs de traitement, et 2 000 à son mari, danseur intégré dans le corps de ballet. À la retraite de Mme Maillard en 1813, Caroline passe enfin au premier rang des cantatrices de l’Opéra.

## Une diva avant l’heure
Elle tient durant sa carrière pas moins de 91 rôles et s'illustre dans ses interprétations de Gluck, Piccinni, Paisiello, Cherubini, Spontini. On compte parmi ses plus belles créations La Vestale, pour laquelle elle joue Julia lors de la première en 1807, Fernand Cortez, Les Bayadères, Les Abencérages, La Jérusalem délivrée, Olympie.

## Retraite
Caroline prend sa retraite le 27 février 1826 avec une représentation d’Olympie (recette : 12 300 francs environ). Elle s’enflamme alors pour un aventurier désargenté, de vingt ans son cadet, Claude-Charles Pierquin de Gembloux. On connaît le déroulement et la fin malheureuse de l’idylle par les billets échangés par les amants, qui se piquaient tous deux de poésie, et par la correspondance entre Caroline, quand son compagnon l’abandonne pour se marier en 1832, et son amie Marceline Desbordes-Valmore. Les deux femmes sont en effet très liées et logent même ensemble au 19 rue Buffault à Paris du 8 avril au 17 juin 1837, avant le départ de Caroline Branchu pour Orléans.
Elle est inhumée dans la 23e division du cimetière du Père-Lachaise, à Paris,. Son buste se trouve à l’Opéra, où se trouvait également, entre 1859 et l’incendie de 1873, un portrait peint par Isidore Péan du Pavillon, élève de David.

## Famille
Son père, le capitaine Jean-Joseph Chevalier de Lavit (1753-1809), fils du colonel Jean Joseph de Lavit (1703-1782) et de l'esclave qu'il avait affranchie Martonne Valentin, épouse Madeleine Brocard en 1777. Le couple a une autre fille, Laure, qui épouse en 1800 le peintre Jean Koechlin. Née en 1778 à Paris, Caroline Branchu laissait dire, comme Pauline Duchambge, qu'elle était née aux Antilles et a affirmé s'être mariée à 17 ans. Plusieurs biographies fournissent des éléments d'état civil erronés,,,.
Avec son mari Isaac Branchu, ils ont deux enfants, Henri (mort en mai 1818) et Paméla,,. Isaac Branchu est atteint de démence et meurt en novembre 1824 à Montmartre.

## Jugements
- Berlioz qui voyait en elle « la tragédie lyrique incarnée », louait « le type de ces voix de soprano, pleines et retentissantes, douces et fortes, capables de dominer les chœurs et l’orchestre et pouvant s’éteindre jusqu’au murmure le plus affaibli de la passion timide, de la crainte et de la rêverie. »
- Le critique musical François-Joseph Fétis écrit, en 1860 : « Toutes les qualités se trouvaient réunies en elle… la puissance, l’étendue de la voix, un large et beau mécanisme de chant, un sentiment expressif et dramatique, enfin un jeu de physionomie intelligent et passionné, tels étaient les avantages par lesquels elle conquit d’abord la faveur du public. L’impression qu’elle produisait était irrésistible dans son rôle de début (Didon), dans ceux d’Alceste, de la Vestale, d’Ipermestre dans les Danaïdes. Quels que fussent ses succès, elle ne les considéra que comme des engagements envers le public. Ses études ne se ralentirent pas et jusqu’à la fin de sa carrière, elle reçut les conseils de Garat qui lui avait transmis ses belles traditions. »

## Sources
- Francis Ambrière, Le Siècle des Valmore, Seuil, Paris, 1987.
- Francis Ambrière, Marceline Desbordes-Valmore et les siens, Seuil, Paris, 1987.
- Patrick Barbier, La Vie quotidienne à l’opéra au temps de Rossini et Balzac, Hachette, Paris, 1987.
- André Rouanet de Vigne-Lavit, Caroline Branchu de Lavit, diva de l’Opéra et amie de Napoléon, Centre de généalogie et d’histoire des Isles d’Amérique, Cahier no 40, juin 1992.